# Viscount Runciman of Doxford

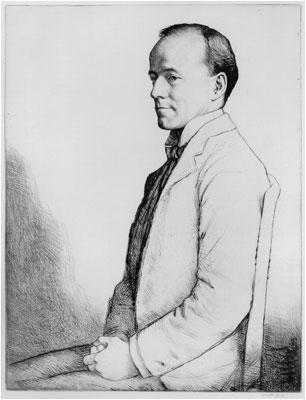
Walter Runciman, 1. Viscount Runciman of Doxford

Viscount Runciman of Doxford, of Doxford in the County of Northumberland, ist ein erblicher britischer Adelstitel in der Peerage of the United Kingdom. 

## Verleihung
Der Titel wurde am 10. Juni 1937 für den Politiker Walter Runciman geschaffen. Dieser war fast 40 Jahre Mitglied des House of Commons und in verschiedenen liberalen Regierungen Erziehungs-, Landwirtschafts- und Handelsminister gewesen.

## Nachgeordnete Titel
Der Vater des ersten Viscounts, Walter Runciman, war ein bedeutender Reeder. Er wurde am 23. Juli 1906 in der Baronetage of the United Kingdom zum Baronet, of Jesmond in the County of Northumberland, sowie am 17. Januar 1933 in der Peerage of the United Kingdom zum Baron Runciman, of Shoreston in the County of Northumberland, erhoben. Der erste Viscount erbte beide Titel kurze Zeit nachdem er selbst in den Adelsstand erhoben worden war. Seitdem werden die Baronie und die Baronetcy als nachgeordneter Titel vom jeweiligen Viscount geführt.

## Liste der Barone Runciman und Viscounts Runciman of Doxford

### Barone Runciman (1933)
- Walter Runciman, 1. Baron Runciman (1847–1937)

### Viscounts Runciman of Doxford (1937)
- Walter Runciman, 1. Viscount Runciman of Doxford (1870–1949)
- Walter Leslie Runciman, 2. Viscount Runciman of Doxford (1900–1989)
- Walter Garrison Runciman, 3. Viscount Runciman of Doxford (1934–2020)
- David Walter Runciman, 4. Viscount Runciman of Doxford (* 1967)

Titelerbe (Heir apparent) ist der Sohn des aktuellen Titelinhabers, Hon. Thomas Walter Runciman (* 1999).